# Acidente do Cessna 208B prefixo PT-MEE em 2023
O acidente do Cessna 208B prefixo PT-MEE em 2023 foi um acidente aéreo ocorrido em Rio Branco, Acre, Brasil, em 29 de outubro de 2023, quando um Cessna 208B operado pela ART Táxi Aéreo caiu e explodiu próximo à pista do Aeroporto Internacional de Rio Branco, causando a morte de todas as 12 pessoas presentes no avião.

## Descrição
O avião era um Cessna Caravan modelo 208B, de prefixo PT-MEE, fabricado em 1993. De acordo com a Agência Nacional de Aviação Civil (ANAC), o avião estava em situação regular e tinha autorização para fazer táxi aéreo, além de certificado de aeronavegabilidade válido até agosto de 2024.
A aeronave decolou de Rio Branco com destino a Envira, no Amazonas. Alguns passageiros estavam viajando para receber tratamento médico. A aeronave caiu por volta das 6h30 no horário local logo após a decolagem. Um incêndio se formou logo após a queda. Ambulâncias do Samu, viaturas da Polícia Militar e um helicóptero do Ciopaer se deslocaram até o local para auxiliar nas ações. O trabalho dos bombeiros foi dificultado pois a queda ocorreu em um local de difícil acesso.
Na aeronave estavam seis homens, três mulheres e um bebê de um ano e sete meses, além do piloto e do copiloto. Dos 12 ocupantes do voo, sete eram da cidade de Eirunepé, no interior do Amazonas. Outros moradores eram de Envira, destino do avião. Segundo o Governo do Estado do Acre, as vítimas morreram carbonizadas. O Centro de Investigação e Prevenção de Acidentes Aeronáuticos (CENIPA) foi acionado.